# ویکرز وارویک
ویکرز وارویک (به انگلیسی: Vickers Warwick) یک هواپیمای چند منظوره دو موتوره بریتانیایی بود که در طول جنگ جهانی دوم توسعه یافت. مطابق با قرارداد نامگذاری که توسط سایر بمب افکن‌های سنگین نیروی هوایی سلطنتی در آن دوران دنبال می‌شد، نام آن از یک شهر یا شهرک بریتانیایی، در این مورد وارویک، گرفته شد. وارویک بزرگ‌ترین هواپیمای دو موتوره بریتانیایی بود که در طول جنگ جهانی دوم مورد استفاده قرار گرفت.

## کاربران

### کاربران نظامی
لهستان
 آفریقای جنوبی
 بریتانیا

### کابران تجاری
بریتانیا

## مشخصات فنی (وارویک ASR Mk I)
داده‌ها از Vickers Aircraft since 1908, Vickers-Armstrong Warwick variants
ویژگی‌های عمومی
- خدمه: شش
- طول: ۷۲ فوت ۳ اینچ (۲۲٫۰۲ متر)
- پهنای بال: ۹۶ فوت ۸ ۱⁄۲ اینچ (۲۹٫۴۷۷ متر)
- ارتفاع: ۱۸ فوت ۶ اینچ (۵٫۶۴ متر)
- مساحت بال‌ها: ۱٬۰۰۶ فوت مربع (۹۳٫۵ متر مربع)
- وزن خالی: ۲۸٬۱۵۴ پوند (۱۲٬۷۷۰ کیلوگرم)
- بیشترین وزن برخاست: ۴۵٬۰۰۰ پوند (۲۰٬۴۱۲ کیلوگرم)
- پیشرانه: ۲ عدد موتور شعاعی پرت اند ویتنی R-2800/S.1A4-G «دوبل واسپ», ۱٬۸۵۰ اسب بخار (۱٬۳۸۰ کیلووات)  در هر موتور

عملکرد
- حداکثر سرعت: ۲۲۴ مایل بر ساعت (۳۶۰ کیلومتر بر ساعت، ۱۹۵ گره)
- بُرد: ۲٬۳۰۰ مایل (۳٬۷۰۰ کیلومتر، ۲٬۰۰۰ مایل دریایی)
- حداکثر ارتفاع: ۲۱٬۵۰۰ فوت (۶٬۶۰۰ متر)
- نرخ صعود: ۶۶۰ فوت بر دقیقه (۳٫۴ متر بر ثانیه)

تسلیحات

- اسلحه‌ها: ۸ × .303 (7.7 mm) مسلسل براونینگ در سه برجک

## همچنین ببینید
توسعه مرتبط
- ویکرز ولینگتون

هواگردهای با عملکرد، پیکربندی و یا دوره زمانی مشابه
- آورو منچستر
- هاینکل هائی ۱۷۷

فهرست‌های مرتبط
- List of aircraft of World War II
- List of bomber aircraft
- List of aircraft of the Royal Air Force

### ارجاعات
1. ↑  Barfield 1972, pp. 167-168.
2. ↑  Barfield 1972, p. 146.
3. ↑  Andrews and Morgan 1988, p. 394.
4. ↑  Barfield 1972, p. 168.

### کتابشناسی - فهرست کتب
- "Airborne Lifeboats:Fully Provisioned Power Lifeboat Dropped to Ditched Air Crews". Flight, 18 January 1945, pp.  62–64.
- Andrews, C.F and E.B. Morgan. Vickers Aircraft since 1908. London: Putnam, 1988. شابک ‎۰−۸۵۱۷۷−۸۱۵−۱.
- Barfield, Norman. "Vickers-Armstrongs Warwick variants". Aircraft in Profile, Volume 11. Windsor, Berkshire, UK: Profile Publications Ltd. , 1972.
- Bartelski, Jan. Disasters In The Air. London: Airlife, 2001. شابک ‎۱−۸۴۰۳۷−۲۰۴−۴.
- Buttler, Tony. British Secret Projects: Fighters & Bombers 1935-1950. Hinckley: Midland Publishing, 2004. شابک ‎۱−۸۵۷۸۰−۱۷۹−۲
- "Dropping an Airborne Lifeboat". Flight, 8 March 1945, p.  253.
- Green, William and Gordon Scarborough. WW2 Fact Files: RAF Bombers, Part 2. London: Jane's Publishing Company Ltd. , 1981. شابک ‎۰−۷۱۰۶−۰۱۱۸−۲.
- Halley, James J. The Squadrons of the Royal Air Force. Tonbridge, Kent, UK: Air-Britain (Historians) Ltd, 1980. شابک ‎۰−۸۵۱۳۰−۰۸۳−۹.
- Jones, Barry. "Database:Vickers Warwick". Aeroplane, Vol. 38, No. 6, Issue No 446, June 2010. London: IPC. ISSN 0143-7240. pp.  63–78.
- March, Daniel J. (editor). British Warplanes of World War II. London: Aerospace, 1998. شابک ‎۱−۸۷۴۰۲۳−۹۲−۱.
- Mason, Francis K. The British Bomber since 1914. London: Putnam, 1994. شابک ‎۰−۸۵۱۷۷−۸۶۱−۵.
- Taylor, John W.R. "Vickers Warwick". Combat Aircraft of the World from 1909 to the Present. New York: G.P. Putnam's Sons, 1969. شابک ‎۰−۴۲۵−۰۳۶۳۳−۲.
- "Vickers 284 Warwick." Control Column, Official Organ of the British Aircraft Preservation Council, Volume 11, No. 2, February/March 1977.
- "Vickers Warwick: The Good-Samaritan Bomber" Part One. Air International, Vol. 34 No. 3, March 1988. pp.  134–140. ISSN 0306-5634.
- "Vickers Warwick: The Good-Samaritan Bomber" Part Two. Air International, Vol. 34 No. 4, April 1988. pp.  202–208. ISSN 0306-5634.